# Kauhajoki å
Kauhajoki å är ett 73 kilometer lång vattendrag i Finland. Det ligger i landskapet Södra Österbotten, i den centrala delen av landet, 400 kilometer norr om huvudstaden Helsingfors.
Åarna Ikkelänjoki och Kainastonjoki mynnar i Kauhajoki som rinner genom staden Kauhajoki och mynnar i Kyro älv vid orten Kurikka.
Trakten ingår i den boreala klimatzonen. Årsmedeltemperaturen i trakten är 0 °C. Den varmaste månaden är juli, då medeltemperaturen är 16 °C, och den kallaste är februari, med −14 °C.